# Фэр-Лон
Фэр-Лон (англ. Fair Lawn) — боро на северо-востоке США в штате Нью-Джерси. Находится в округе Берген. По данным переписи за 2020 год число жителей Фэр-Лона составляло 32 456 человек.

## Географическое положение
По данным Бюро переписи населения США боро имеет общую площадь в 13,47 км².

## История
Фэр-Лон был инкорпорирован как боро актом легислатуры Нью-Джерси 6 марта 1924 года. Он был выделен из тауншипа Садл-Ривер. Активный период роста города пришёлся на 1940—1950-е годы.

## Население
| Год переписи | Нас.  |  | %±     |
| ------------ | ----- |  | ------ |
| 1900         | 756   |  | —      |
| 1910         | 1178  |  | 55,8%  |
| 1920         | 2026  |  | 72%    |
| 1930         | 5990  |  | 195,7% |
| 1940         | 9107  |  | 52%    |
| 1950         | 23885 |  | 162,3% |
| 1960         | 36421 |  | 52,5%  |
| 1970         | 37975 |  | 4,3%   |
| 1980         | 32229 |  | −15,1% |
| 1990         | 30548 |  | −5,2%  |
| 2000         | 31637 |  | 3,6%   |
| 2010         | 32457 |  | 2,6%   |
| 2020         | 34927 |  | 7,6%   |
| 2023         | 35564 |  | 1,8%   |

По данным переписи 2010 года население Фэр-Лоне составляло 32 457 человек (из них 48,0 % мужчин и 52,0 % женщин), в боро было 11 930 домашних хозяйств и 8966 семей. На территории боро было расположено 12266 построек со средней плотностью 910,6 построек на один квадратный километр суши. Расовый состав: белые — 84,4 %, афроамериканцы — 1,7, азиаты — 9,7 %, коренные американцы — 0,1 %. Согласно переписи 2016 года 8,1 % жителей имели немецкое происхождение, 7,2 % — польское, 15,0 % — итальянское, 10,5 % — ирландское, 2,6 % — английское, 9,7 % — русское, 3,5 % — украинское.
Население города по возрастному диапазону по данным переписи 2010 года распределилось следующим образом: 22,0 % — жители младше 18 лет, 2,9 % — между 18 и 21 годами, 58,8 % — от 21 до 65 лет и 16,3 % — в возрасте 65 лет и старше. Средний возраст населения — 43,1 лет. На каждые 100 женщин в Фэр-Лоне приходилось 92,2 мужчин, при этом на 100 совершеннолетних женщин приходилось уже 88,9 мужчин сопоставимого возраста.
Из 11 930 домашних хозяйств 75,2 % представляли собой семьи: 62,7 % совместно проживающих супружеских пар (28,4 % с детьми младше 18 лет); 9,1 % — женщины, проживающие без мужей и 3,4 % — мужчины, проживающие без жён. 24,8 % не имели семьи. В среднем домашнее хозяйство ведут 2,70 человека, а средний размер семьи — 3,17 человека. В одиночестве проживали 21,3 % населения, 10,7 % составляли одинокие пожилые люди (старше 65 лет).

## Экономика
В 2014 году из 26 966 человека старше 16 лет имели работу 17 600. При этом мужчины имели медианный доход в 73 987 долларов США в год против 62 253 долларов среднегодового дохода у женщин. В 2014 году медианный доход на семью оценивался в 117 667 $, на домашнее хозяйство — в 102 716 $. Доход на душу населения — 42 444 $ в год.